# 스테판 우로시 3세 데찬스키

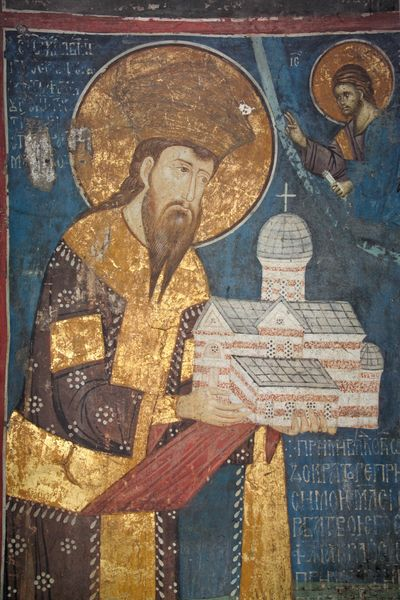
스테판 우로시 3세 데찬스키

스테판 우로시 3세 데찬스키(Stefan Uroš III Nemanjić) 혹은 스테판 데찬스키(Stefan Dečanski, 1285년 ~ 1331년 11월 11일)는 네마니치 왕조가 다스리는 중세 세르비아 왕국의 황제이며, 1322년 1월 6일부터 1331년 9월 8일까지 황제직을 역임했다. 그는 황제 스테판 우로시 2세 밀루틴의 아들이며, 비소키 데차니를 건설한 업적을 달성하기도 하였다.